# H&E R120
El motor H&E R120 és de potència mitjana, dins de la gamma de motors que fabrica la casa H&E i està indicat per a pilots d'un pes entre els 75 i 94 Kg. Possiblement fos dels primers motors fabricats per aquesta marca en el 1999 i en principi fabricat sota demanda.
Posseeix embragatge centrífug i és molt lleuger. A continuació, s'inclou el quadre d'empenta que indica la marca :
| Taula d'empenta |               |
| RPM             | Empenta en Kg |
| 6.000           | 22            |
| 7.000           | 35            |
| 8.000           | 46            |
| 9.700           | 59            |

Aquestes empentes estan supeditades a l'hèlix emprada, a les condicions meteorològiques i a l'alçada.